# Contea di Baoying
La contea di Baoying (宝应县S, Bǎoyīng XiànP) è una contea della Cina, situata nella provincia di Jiangsu e amministrata dalla prefettura di Yangzhou.